# Список глав Гродненской губернии
Губернатор Гродненской губернии — глава губернии в составе Российской империи, который обладал административной, судебной, военной, финансовой и политической властью. Губернатор назначался императором согласно докладам министра внутренних дел из лиц, принадлежавших высшим кругам дворянства. Губернатор являлся председателем губернского правления, статистического комитета и губернских присутствий. Он также был председателем или членом около 20 различных губернских комиссий и комитетов.
На протяжении существования губернии гродненскими губернаторами и исполняющими их обязанности были 36 человек, которые в большинстве своем являлись уроженцами коренных российских губерний: Рязанской, Новгородской, Петербургской, Тверской, Калужской, Костромской и др. Большинство из губернаторов были православными, но также среди них был один крещенный еврей (И. А. Шпеер), трое исповедовали католичество (С. Ф. Урсын-Немцевич, М. Т. Бутовт-Андржейкович и Ф. С. Яневич-Яневский), ещё трое — лютеранство (Х. Х. Ховен, В. В. Валь и Ф. А. Зейн), а А. Н. Крейтон исповедовал англиканство.
После Февральской революции 1917 года губернские правления и должности губернаторов были ликвидированы, взамен которых вводились должности губернских комиссаров Временного правительства.
Если управление губернией пришлось по большей части на следующего правителя, то выделяется его цветом и наоборот.

## Гродненская губерния
| Легенда |
| --- |
| Управление губернией в период правления Александра I Управление губернией в период правления Николая I Управление губернией в период правления Александра II Управление губернией в период правления Александра III Управление губернией в период правления Николая II |

| Портрет                                          | Глава                                | Титул, чин, звание                         | Годы жизни                                                   | Вступление в должность            | Уход в отставку                   | И.     |
| ------------------------------------------------ | ------------------------------------ | ------------------------------------------ | ------------------------------------------------------------ | --------------------------------- | --------------------------------- | ------ |
| Нет изображения                                  | Кошелев Дмитрий Родионович           | действительный статский советник           | неизвестно — 15 (27) августа 1815                            | 20 марта (1 апреля) 1802 года     | 9 (21) июня 1803 года             | [ 4 ]  |
|                                                  | Ланской Василий Сергеевич            | тайный советник                            | 1754 год — 22 июня (4 июля) 1831                             | 9 (21) июня 1803 года             | февраль 1813 года                 | [ 5 ]  |
| Нет изображения                                  | Лешерн фон Герценфельд Карл Карлович | действительный статский советник           | 1757 год — 1818 год                                          | 14 (26) февраля 1813 года         | 22 января (3 февраля) 1816 года   | [ 6 ]  |
| Портрет Дрцукого-Любецкого Франциска-Ксаверия    | Друцкий-Любецкий Франциск-Ксаверий   | князь, действительный статский советник    | 4 (15) января 1778 — 10 (22) мая 1846                        | 22 января (3 февраля) 1816 года   | 20 июля (1 августа) 1816 года     | [ 7 ]  |
|                                                  | Урсын-Немцевич Станислав Францевич   | действительный статский советник           | неизвестно — 1817 год                                        | 20 июля (1 августа) 1816 года     | 22 ноября (4 декабря) 1817 года   | [ 8 ]  |
|                                                  | Бутовт-Андржейкович Михаил Фадеевич  | статский советник                          | 1778 год — 1830 год                                          | 22 ноября (4 декабря) 1817 года   | 30 октября (11 ноября) 1824 года  | [ 9 ]  |
| Нет изображения                                  | Бобятинский Михаил Трофимович        | статский советник                          | 1773 год — 1832 год                                          | 30 октября (11 ноября) 1824 года  | 14 (26) августа 1831 года         | [ 10 ] |
| Нет изображения                                  | Бажанов Георгий Ильич                | статский советник                          | неизвестно                                                   | 14 (26) августа 1831 года         | 24 августа (5 сентября) 1831 года | [ 12 ] |
| Портрет Муравьёва-Виленского Михаила Николаевича | Муравьёв-Виленский Михаил Николаевич | действительный статский советник           | 24 сентября (5 октября) 1796 — 29 августа (10 сентября) 1866 | 24 августа (5 сентября) 1831 года | 12 (24) января 1835 года          | [ 13 ] |
|                                                  | Коптев Никифор Харлампиевич          | генерал-майор                              | неизвестно                                                   | 12 (24) января 1835 года          | 16 (28) мая 1836 года             | [ 14 ] |
|                                                  | Доппельмайер Григорий Гаврилович     | действительный статский советник           | 1789 год — неизвестно                                        | 16 (28) мая 1836 года             | 19 ноября (1 декабря) 1842 года   | [ 15 ] |
| Вакансия                                         | Вакансия                             | Вакансия                                   | Вакансия                                                     | 19 ноября (1 декабря) 1842 года   | 27 июля (8 августа) 1844 года     | [ 16 ] |
|                                                  | Васьков Фёдор Иванович               | действительный статский советник           | 1791 год — 15 (27) декабря 1855                              | 27 июля (8 августа) 1844 года     | 17 (29) марта 1848 года           | [ 17 ] |
|                                                  | Ховен Христофор Христофорович        | барон, генерал-лейтенант                   | 1795 год — 20 апреля (2 мая) 1890                            | 17 (29) марта 1848 года           | 3 (15) мая 1856 года              | [ 18 ] |
| Портрет Ивана Абрамовича Шпеера                  | Шпеер Иван Абрамович                 | действительный статский советник           | 1805 год — 1869 год                                          | 4 (16) мая 1856 года              | 1 (13) сентября 1861 года         | [ 19 ] |
|                                                  | Дренякин Александр Максимович        | Свита Его Величества, генерал-майор        | 1813 год — 1879 год                                          | 19 сентября (1 октября) 1861 года | 6 (18) марта 1862 года            | [ 20 ] |
| Нет изображения                                  | Галлер Иван Владимирович             | генерал-майор                              | неизвестно                                                   | 6 (18) марта 1862 года            | 17 (29) апреля 1863 года          | [ 21 ] |
| Портрет Бобринского Владимира Алексеевича        | Бобринский Владимир Алексеевич       | граф, флигель-адъютант, полковник          | 2 (14) октября 1824 — 22 мая (3 июня) 1898                   | 17 (29) апреля 1863 года          | 21 июля (2 августа) 1863 года     | [ 22 ] |
| Нет изображения                                  | Скворцов Иван Николаевич             | генерал-майор                              | 1817 год — 8 (20) апреля 1882                                | 21 июля (2 августа) 1863 года     | 13 (25) января 1868 года          | [ 23 ] |
| Портрет Кропоткина Дмитрия Николаевича           | Кропоткин Дмитрий Николаевич         | князь, Свита Его Величества, генерал-майор | 29 января (10 февраля) 1836 — 9 (21) февраля 1879            | 13 (25) января 1868 года          | 15 (27) июля 1870 года            | [ 24 ] |
|                                                  | Зуров Александр Елпидифорович        | Свита Его Величества, генерал-майор        | 4 (16) ноября 1837 — 14 (27) января 1902                     | 15 (27) июля 1870 года            | 19 (31) мая 1878 года             | [ 25 ] |
| Портрет Валя Виктора Вильгельмовича              | Валь Виктор Вильгельмович            | флигель-адъютант, полковник                | 17 (29) июля 1840 — 7 (20) февраля 1915                      | 4 (16) июня 1878 года             | 27 февраля (11 марта) 1879 года   | [ 26 ] |
| Портрет Цеймерна Николая Максимовича             | Цеймерн Николай Максимович           | флигель-адъютант, полковник                | 24 апреля (6 мая) 1839 — 11 (24) апреля 1915                 | 3 (15) мая 1879 года              | 16 (28) октября 1883 года         | [ 27 ] |
| Нет изображения                                  | Потёмкин Александр Николаевич        | действительный статский советник           | неизвестно                                                   | 10 (22) ноября 1883 года          | 19 апреля (1 мая) 1890 года       | [ 28 ] |
|                                                  | Батюшков Дмитрий Николаевич          | тайный советник                            | 1828 год — 1909 год                                          | 19 апреля (1 мая) 1890 года       | 6 (18) марта 1899 года            | [ 29 ] |
| Портрет Добровольского Николая Александровича    | Добровольский Николай Александрович  | камергер, действительный статский советник | 10 (22) марта 1854 — 19 октября (1 ноября) 1918              | 2 (14) апреля 1899 года           | 19 октября (1 ноября) 1900 года   | [ 30 ] |
| Портрет Урусова Николая Петровича                | Урусов Николай Петрович              | князь, действительный статский советник    | 1864 год — 21 октября (3 ноября) 1918                        | 29 января (11 февраля) 1901 года  | 28 апреля (12 мая) 1902 года      | [ 31 ] |
| Портрет Столыпина Петра Аркадьевича              | Столыпин Пётр Аркадьевич             | статский советник                          | 2 (14) апреля 1862 — 5 (18) сентября 1911                    | 30 мая (12 июня) 1902 года        | 15 (28) февраля 1903 года         | [ 32 ] |
| Портрет Осоргина Михаила Михайловича             | Осоргин Михаил Михайлович            | действительный статский советник           | 16 (28) апреля 1861 — после 1920 года                        | 15 (28) февраля 1903 года         | 16 (29) мая 1905 года             | [ 33 ] |
| Портрет Блока Ивана Львовича                     | Блок Иван Львович                    | статский советник                          | 28 февраля (12 марта) 1858 — 21 июля (3 августа) 1906        | 4 (27) июня 1905 года             | 3 (16) февраля 1906 года          | [ 35 ] |
| Нет изображения                                  | Кистер Владимир Константинович       | статский советник                          | неизвестно                                                   | 10 (23) февраля 1906 года         | 24 июня (7 июня) 1906 года        | [ 36 ] |
| Портрет Зейна Франца Александровича              | Зейн Франц-Альберт Александрович     | генерал-майор                              | 27 июля (8 августа) 1862 — 1918                              | 24 июня (7 июня) 1906 года        | 16 (29) ноября 1907 года          | [ 37 ] |
| Портрет Борзенко Виктора Михайловича             | Борзенко Виктор Михайлович           | действительный статский советник           | 1864 год — неизвестно                                        | 10 (23) декабря 1907 года         | 20 декабря (2 января) 1912 года   | [ 38 ] |
| Портрет Боярского Петра Михайловича              | Боярский Пётр Михайлович             | статский советник                          | 1871 год — неизвестно                                        | 31 декабря (13 января) 1912 года  | 14 (27) октября 1913 года         | [ 39 ] |
| Портрет Шебеко Вадима Николаевича                | Шебеко Вадим Николаевич              | Свита Его Величества, генерал-майор        | 11 (23) июля 1864 — 12 ноября 1943 года                      | 18 (31) октября 1913 года         | 17 февраля (1 марта) 1916 года    | [ 40 ] |
|                                                  | Крейтон Александр Николаевич         | действительный статский советник           | 13 (25) сентября 1866 — неизвестно                           | 7 (20) марта 1916 года            | январь 1917 года                  | [ 41 ] |